# Gângiova
Gângiova es una comuna ubicada en el distrito de Dolj, Rumania.

## Superficie
Posee una superficie de 57,46 kilómetros cuadrados.

## Demografía
Hasta 2021 la población era de 2312 habitantes, con una densidad de población de 40,24 habitantes por kilómetro cuadrado.